# 约瑟夫 (犹他州)
约瑟夫（英文：Joseph），是美国犹他州塞维尔县下属的一座城市。建市于 1871年，面积大约为0.91平方英里（2.4平方公里），海拔约为5,436英尺（1,657米）。根据2010年美国人口普查，该市有人口344人。